# Johnsons hengelvis
Johnsons hengelvis (Melanocetus johnsonii) is een diepzeehengelvis die voorkomt in de tropische oceanen op een diepte van 200 tot 4000 meter.

## Kenmerken
Deze vis heeft een gladde, onbeschubde huid. Het vrouwtje heeft een bolrond lichaam met een enorme kop en een bovenstaande mond met lange, scherpe tanden. De voorste rugvinstraal dient als lokaas. Mannetjes hebben geen hengeltjes en worden zo'n 3 centimeter groot en vrouwtjes worden tot 20 centimeter groot en 600 gram zwaar.

## Voortplanting
Het mannetje bijt zich in zijn partner vast, maar zwemt na de ei-afzetting weg. Bij de meeste diepzeevissen vergroeit het mannetje met het vrouwtje en begint een symbiotisch leven, waarbij de bloedbanen met elkaar versmelten.

## Verspreiding en leefgebied
Deze soort komt voor in de diepere wateren van de Atlantische, Grote en Indische Oceaan.